# Unió Catalanista

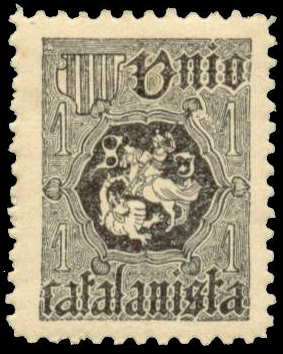
Timbre postal de l'Unió Catalanista (1899).

L'Unió Catalanista (Union catalaniste) est un groupe catalaniste et conservateur formé à Barcelone en 1891 comme résultat de l'union de plusieurs syndicats et associations catalanistes,.

## Histoire
Née dans les coulisses de l’Exposition universelle de 1888, elle réunissait des sympathisants issus des classes moyennes et de la bourgeoisie, essentiellement des intellectuels et des membres des professions libérales. Ses principaux foyers étaient Barcelone et Reus (province de Tarragone). Elle s'opposa tout d'abord à la réforme du Code civil espagnol, jugeant que l'article 15 impliquait une uniformisation excessive et contraire aux intérêts et coutumes de la région,. Lors de la tenue de sa première assemblée en 1892, elle fut à l'origine des Bases pour une constitution régionale catalane, plus connues sous le nom de Bases de Manresa, qui réclamaient notamment une nouvelle organisation comarcale pour la Catalogne, ainsi que l'officialisation de la langue catalane dans la région,. 
En son sein cohabitèrent deux secteurs idéologiques : d'une part une aile plus culturelle, régionaliste et issue de la Renaixença, et d'autre part une aile plus politisée et représentée par Enric Prat de la Riba,. Sous l'influence de ce dernier émergerait une conception plus moderne et nationaliste du catalanisme, portée par des productions comme L'Avens (revue fondée en 1881) ou le journal La Veu de Catalunya,. L'Union fut à l'origine d'un nouvel essor du catalanisme et en particulier de l'établissement d'un courant proprement politique de cette idéologie,. Elle encourage également les mouvements pédagogiques, comme l'Associació Protectora de l'Ensenyança Catalana.
En 1899, le secteur mené par Prat, plus politisé, se sépara de l'Union pour former le Centre Nacional Català, présidé par Narcís Verdaguer i Callís. En 1903, sous la présidence de Domènec Martí i Julià, le groupe prit une orientation plus proche des idées de gauche. En 1906, à la suite des incidents du ¡Cu-Cut!, l'essentiel de ses militants se joignirent à la coalition Solidaritat Catalana. La même année, Martí proposa la dissolution de l'Union mais essuya un refus et l'abandonna jusqu'en 1916, le parti entrant dès lors dans une phase de confidentialité dont elle ne sortit réellement jamais. En 1932, elle obtint un représentant au Parlement de Catalogne et fut dissoute 4 ans plus tard, à l'éclatement de la guerre civile espagnole.